# Лідівка (Звягельський район)
Лі́дівка — село в Україні, у Ярунській сільській громаді Звягельського району Житомирської області. Населення становило 19 осіб у 2024 році.

## Історія
До 1939 року колонія Смолдирівської волості Новоград-Волинського повіту Волинської губернії. Дворів 18, мешканців 182.

## Населення

### Мова
Розподіл населення за рідною мовою за даними :
| Мова       | Кількість | Відсоток |
| ---------- | --------- | -------- |
| українська | 37        | 100%     |